# Halowe Mistrzostwa Europy w Lekkoatletyce 1972 – bieg na 50 m przez płotki mężczyzn
Bieg na 50 metrów przez płotki mężczyzn – jedna z konkurencji biegowych rozgrywanych podczas halowych lekkoatletycznych mistrzostw Europy w hali Palais des Sports w Grenoble. Eliminacje, półfinały i bieg finałowy zostały rozegrane 12 marca 1972. Zwyciężył reprezentant Francji Guy Drut. Tytułu zdobytego na poprzednich mistrzostwach nie bronił Eckart Berkes z Republiki Federalnej Niemiec.

## Rezultaty

### Eliminacje
Rozegrano 4 biegi eliminacyjne, do których przystąpiło 23 biegaczy. Awans do półfinału dawało zajęcie jednego z pierwszych trzech miejsc w swoim biegu (Q).
Opracowano na podstawie materiału źródłowego.
Bieg 1
| Miejsce | Zawodnik              | Czas | Uwagi |
| ------- | --------------------- | ---- | ----- |
| 1       | Mirosław Wodzyński    | 6,61 | Q, =  |
| 2       | Anatolij Mosziaszwili | 6,65 | Q     |
| 3       | Alan Pascoe           | 6,73 | Q     |
| 4       | Nicolae Pertea        | 6,79 | NR    |
| 5       | Luigi D’Onofrio       | 6,83 |       |

Bieg 2
| Miejsce | Zawodnik           | Czas | Uwagi |
| ------- | ------------------ | ---- | ----- |
| 1       | Manfred Schumann   | 6,67 | Q     |
| 2       | Émile Raybois      | 6,75 | Q     |
| 3       | Leszek Wodzyński   | 6,75 | Q     |
| 4       | Krister Clerselius | 6,84 | NR    |
| 5       | Hubert König       | 6,95 |       |
| 6       | Berwyn Price       | 6,97 |       |

Bieg 3
| Miejsce | Zawodnik           | Czas | Uwagi |
| ------- | ------------------ | ---- | ----- |
| 1       | Marc Noé           | 6,67 | Q     |
| 2       | Aleksandr Morozow  | 6,73 | Q     |
| 3       | Petr Čech          | 6,78 | Q     |
| 4       | Efstratios Wasiliu | 6,01 | NR    |
| 5       | Giuseppe Buttari   | 6,81 |       |
| 6       | Graham Gower       | 6,82 |       |

Bieg 4
| Miejsce | Zawodnik        | Czas | Uwagi |
| ------- | --------------- | ---- | ----- |
| 1       | Guy Drut        | 6,53 | Q,    |
| 2       | Marek Jóźwik    | 6,61 | Q,    |
| 3       | Beat Pfister    | 6,78 | Q,    |
| 4       | Werner Eikmeier | 6,79 |       |
| 5       | Marco Acerbi    | 6,86 |       |
| 6       | Jesper Tørring  | 6,97 |       |

### Półfinały
Rozegrano 2 biegi półfinałowe, w których wystartowało 12 biegaczy. Awans do finału dawało zajęcie jednego z trzech pierwszych miejsc w swoim biegu (Q).
Opracowano na podstawie materiału źródłowego.
Bieg 1
| Miejsce | Zawodnik           | Czas | Uwagi |
| ------- | ------------------ | ---- | ----- |
| 1       | Guy Drut           | 6,52 | Q,    |
| 2       | Manfred Schumann   | 6,58 | Q,    |
| 3       | Mirosław Wodzyński | 6,61 | Q,    |
| 4       | Aleksandr Morozow  | 6,74 |       |
| 5       | Émile Raybois      | 6,85 |       |
| 6       | Beat Pfister       | 6,91 |       |

Bieg 2
| Miejsce | Zawodnik              | Czas | Uwagi |
| ------- | --------------------- | ---- | ----- |
| 1       | Marek Jóźwik          | 6,61 | Q,    |
| 2       | Anatolij Mosziaszwili | 6,61 | Q     |
| 3       | Marc Noé              | 6,64 | Q     |
| 4       | Leszek Wodzyński      | 6,70 |       |
| 5       | Petr Čech             | 6,80 |       |
| 6       | Alan Pascoe           | 6,83 |       |

### Finał
Opracowano na podstawie materiału źródłowego.
| Miejsce | Zawodnik              | Czas | Uwagi |
| ------- | --------------------- | ---- | ----- |
| 1       | Guy Drut              | 6,51 | WR    |
| 2       | Manfred Schumann      | 6,58 | NR    |
| 3       | Anatolij Mosziaszwili | 6,59 | NR    |
| 4       | Marek Jóźwik          | 6,63 |       |
| 5       | Marc Noé              | 6,67 |       |
| 6       | Mirosław Wodzyński    | 6,68 |       |